# 郭世純
郭世純，号昆治。福建晉江縣人，清朝政治人物、進士出身。

## 生平
崇禎十二年（1639年）己卯科舉福建鄉試。明亡仕清，順治十二年（1655年）登乙未科进士，任江南池州府知府。